# Vicente Unamuno
Vicente Unamuno Ibárzabal (Vergara, Guipúzcoa, 18 de julio de 1917-Vergara, 16 de marzo de 1988) fue un futbolista español que jugó en el Athletic Club, Real Sociedad, Real Jaén, y Real Zaragoza, entre otros, en las décadas de 1940 y 1950. Era conocido como Unamuno II.
Su hermano mayor Victorio Unamuno, fue también futbolista profesional.

## Trayectoria
Unamuno II nació en la localidad de Vergara, Guipúzcoa, el 18 de julio de 1917, y muy pronto comenzó a mostrar su pasión por el fútbol. Con apenas 15 años, ya formaba parte del equipo de su localidad natal, el Aurrerá de Vergara, de donde pasó a las filas del SD Indautxu y, en apenas unos meses, al Athletic Club.
Tras finalizar la Guerra Civil, se incorporó a la primera plantilla del conjunto bilbaíno. Su debut, con el Athletic, se produjo en el Campeonato Regional, el 22 de octubre de 1939, en San Mamés, frente al Arenas de Guecho, con victoria rojiblanca por 5-1. Esta temporada, Unamuno II, jugó 8 encuentros con el Athletic, de los cuales 5 fueron, en el Campeonato Regional. También jugó tres encuentros en Primera División, siendo su debut, el 25 de febrero de 1940 en San Mamés, frente al Sevilla FC, con derrota 3-4. Con el equipo rojiblanco marcó el segundo gol del equipo bilbaíno ante el Sevilla. El 4 de febrero de 1940, Unamuno II, entró en la historia del Athletic, al conseguír anotar el gol 500 del conjunto bilbaíno en Primera División, en la derrota rojiblanca 1-2, frente al Valencia CF. En esta corta estancia en el Athletic, coincidió con su hermano, Unamuno I, que esa misma temporada se alzaría con el Trofeo Pichichi. Con el Athletic Club, se proclamó campeón del Campeonato Regional de Vizcaya.
Tras terminar la temporada 1939-40, firmó por el Real Zaragoza, que militaba en Primera División. Con el equipo maño sólo disputó un partido en Primera División.
En la temporada 1942-43 firmó por la Real Sociedad, en Segunda División logrando el ascenso con el que contribuyó con trece tantos.  En el equipo realista pasó cuatro temporadas, en las que anotó más de cuarenta goles.
En julio de 1948 se hizo oficial el fichaje de Unamuno por el Real Jaén, de Tercera División. En el club del Santo Reino estuvo a las órdenes del técnico Manuel Melenchón. Unamuno II hizo su debut, con la camiseta jienense, el 29 de agosto de 1948, en un amistoso celebrado frente al por entonces filial del conjunto blanco, el Esperanza de Jaén, al que se derrotó por el resultado de 6-1, cuajando Unamuno un gran partido en el que consiguió marcar un gol. En competición oficial debutó el 5 de septiembre, con el enfrentamiento de Copa del Generalísimo ante el CD Iliturgi de Andújar (2-1). Su debut en liga se produjo el 12 de septiembre de 1948, en el Estadio de Heliópolis, frente al Real Betis, con victoria jienense por 0-1, con un gol de Megino. En su única temporada completa en el club jienense disputó 22 partidos de liga, más el jugado en copa, en los que logró la inmejorable cifra de 14 goles, destapándose como el máximo realizador del club. El equipo obtuvo una 10°posición en liga con 22 puntos. En la temporada siguiente continuó en las filas del conjunto blanco, bajo las órdenes del nuevo entrenador, Patxi Gamborena. En total, jugó 17 encuentros de liga, en los que consiguió anotar 5 goles antes de marcharse en el mes de enero.
En enero de 1950 fue cedido al Granada CF de la Segunda División. Tras su cesión, regresó a Jaén, donde a mediados de mayo jugó un partido amistoso en La Victoria, ante el Granada, cayendo derrotado el cuadro blanco por el resultado de 1-3, haciendo Unamuno II el gol jienense. En la 50-51, continuó ligado a las filas del conjunto andaluz, esta vez bajo las órdenes del nuevo entrenador Ignacio Alcorta" Cholín". Esta temporada el Jaén, quedó en tercera posición, con 40 puntos, los mismos que el Real Betis, y a uno del Recreativo de Huelva, campeón de liga. Unamuno II jugó un total de 20 partidos de liga sin conseguir hacer ningún gol. En la 51-52, el club fichó al entrenador Adolfo Bracero, el cual cuenta en un principio con el jugador, alineándolo de titular en la primera prueba, frente al Granada, al cual se ganó 5-4. El 2 de septiembre, estuvo presente en la inauguración del busto de D° Juan Nogales, colocado en la entrada de la tribuna del viejo Estadio de la Victoria, con derrota 0-2 del conjunto jienense, ante el Sevilla. Jugó un solo partido de liga en el que consiguió marcar un gol. Después estuvo cedido varios meses al Úbeda, antes de regresar y actuar como ayudante de Bracero.
Tras finalizar su etapa en el conjunto del Santo Reino, se marchó a las filas del Linares. Tras su estancia en el club minero, fichó por el Úbeda Club de Fútbol.

## Clubes
| Club               | País   | Año           |
| ------------------ | ------ | ------------- |
| Aurrera Bergara    | España | ¿- ?          |
| SD Indautxu        | España | 1939          |
| CD Getxo           | España | 1938-1939     |
| Athletic de Bilbao | España | 1939-1940     |
| Zaragoza FC        | España | 1940-1941     |
| Real Sociedad      | España | 1942-1946     |
| Real Jaén          | España | 1948-1952     |
| Granada CF         | España | 1950 (cedido) |
| Úbeda CF           | España | 1952 (cedido) |
| CD Linares         | España | 1952-1953     |
| Úbeda CF           | España | ¿ - ?         |